# Fimbristylis gracilenta
Fimbristylis gracilenta är en halvgräsart som beskrevs av Henry Fletcher Hance. Fimbristylis gracilenta ingår i släktet Fimbristylis och familjen halvgräs.

## Underarter
Arten delas in i följande underarter:
- F. g. gracilenta
- F. g. psilopoda